# 謝家強
謝家強（英語：Sean Tse Ka-keung，1992年5月3日—），生於英國索爾福德，港愛混血兒，香港足球運動員，司職防守中場，現時效力英格蘭第七級聯賽球隊拉德克利夫。

## 早年生活
謝家強生於英國西北部的索爾福德，在曼徹斯特成長，父親為香港移居，而媽媽則是愛爾蘭人，自幼受其叔叔影響是市內球會曼聯球迷，他童年曾在著名球會曼城試訓，並未留用，其後在12歲時又被球探發掘到曼聯參與青少年隊訓練營，只是最終也未獲錄用，故他返回索爾福德，參加當地的青少年聯賽等待機會，藉着優異表現，再度被球隊教練兼曼城球探賞識，當時曼城會方希望尋找青年軍中場，在球探的介紹下謝家強再次獲得機會成為職業學徒，受訓7年期間提升到曼城足球學院，於2009年11月被評為該月最佳球員，而其未來前景亦被看好，
所以曼城在2011/12賽季與謝家強簽約，並安置到預備組擔任隊長，還獲球會列入歐冠盃參賽B名單，成為首位入選歐冠盃參賽名單的香港球員，期間更一度與曼城一隊操練，最終謝家強未能在曼城迎來職業球員生涯的處子戰，直到2012年5月他未獲球會續約，反而得到英冠球會米杜士堡及英甲球會奧咸等英甲球會青睞，但他卻決心出國外闖，推卻當地球會的邀請，並在5月開始獲香港老牌球會南華接觸游說加盟。

## 球會生涯
2012年8月12日，謝家強經與家人商量後選擇來港發展，以自由身與南華簽約，成為歷來第五名來港效力的愛爾蘭球員。當時他只是一名初出道的年輕後防球員，因他出身曼城青年軍，且有良好表現及具備質素，因而獲外界給予高度期望，加上其擁有香港血統引起球圈熱話，而根據香港足總的條例，只要直系家屬是香港人便可以取得本地球員資格，他於2012年9月2日主場對橫濱FC香港的賽季揭幕戰，在74分鐘後備入替，迎來職業球員生涯的處子戰，最終協助南華以5–2大勝對手，其後他在季初第二場聯賽中，再以後備身份入替，由於球隊擁有陳偉豪與祖爾兩名主力中堅，所以他於後來對公民的比賽才首次正選亮相，結果在加盟後的首一年間，謝家強用了來適應本地足球的環境及模式，惟最終他被外界的壓力影響到表現，
至於第二年，他則不斷受到傷患困擾，再加上傷癒後又未有太多的上陣機會，間接影響到其狀態，隨後謝家強於2014/15球季獲時任南華教練楊正光安排擔任年輕時的防守中場位置，並於2014年11月2日主場對YFC澳滌的聯賽，梅開二度，最终他在該月順利當選港超聯11月最有價值球員，他於2016年5月18日代表南華對香港飛馬的菁英盃決賽正選登場，而在90分鐘先有對方球員阿杜域取得入球，惟南華命不該絕，於1分鐘後由謝家強迅速追平，令兩隊需加時再戰，但南華最終互射12碼以總比數2–4不敵香港飛馬，連續多年四大皆空，
到2016/17球季初，謝家強盛傳獲本地富豪球會東方垂青，然而他最終選擇留隊，當季大部份時間他因受膝傷困擾而缺陣，直到2017年6月南華宣佈經重新檢視球隊近年發展後，決定來屆退出港超聯轉戰甲組聯賽，培育青年球員，而謝家強回復自由身後，差不多與所有本地球會會面，但不是完成組軍，就是無意羅致，唯獨是只有和富大埔一直力斟他，他於休季期間專程回港處理與南華的合約，到8月7日與南華達成解約條件後，翌日隨即與地區球會和富大埔簽約1年，並獲球會高層和球迷寄予厚望。在港超聯煞科戰中，和富大埔憑謝家強完場前一分鐘頭槌建功，以2:1反勝香港飛馬，取得聯賽亞軍及明年亞協盃席位。
2018年8月3日，港超聯球會R&F富力宣布簽入謝家強。
2021年2月17日，港超聯球會傑志宣布簽入謝家強。
2022年，傑志出戰亞冠盃分組賽，小組4戰7分排第2，晉身16強。謝家強四場比賽均以正選上陣。
2023年7月21日，谢家強加盟了英格兰足球第七级别联赛的北超俱乐部海德聯。

## 國際賽生涯
謝家強因其媽媽的祖父母擁有愛爾蘭資格讓他合符資格於2009年4月獲愛爾蘭U17國家隊徵召，參與對波蘭U17的兩場國際誼賽，惟他最終缺席該兩場賽事，謝家強於2011年9月回港領取香港身份證，其爸爸雖為香港人，但因為謝家強近年才來港定居發展，故多次申領特區護照被拒，雖然曾有說法指若其爸爸申領特區護照會加快其的申領程序，而爸爸亦在2015年已領得特區護照，但最終獲得的官方答覆是還是要住滿7年，
2012年8月23日，香港足球總會宣布謝家強獲列入香港足球代表隊的集訓名單中，不過由於謝家強未持有香港特區護照，未符合資格代表香港，因此引起南華足球部主任羅傑承不滿意並且為到謝家強申請退出，2012年12月14日，謝家強獲香港隊徵召參與列非國際A級賽的第35屆省港盃，惟他在12月29日作客廣東隊的首回合，在完場前兩分鐘在禁區侵犯廣東球員，並被對方隊長射入12碼，使香港首回合以0–1落敗，不過香港隊於1月2日的次回合以2–1擊敗廣東，兩回合賽和2–2，互射12碼以9–8擊敗對手，連續兩屆捧起省港盃冠軍。
2022年6月8日，香港足球代表隊出戰亞洲盃外圍賽D組首仗賽事，於印度加爾各答鹽湖體育場以2比1擊敗阿富汗，此仗乃謝家強領取香港特區護照後的首次國際賽上陣。
2022年7月，謝家強入選香港代表隊，出戰2022年東亞足球錦標賽決賽週。

## 家庭生活
謝家強祖父母早年在曼徹斯特市開餐館，他自小受其叔叔影響，是市內球會曼聯球迷，其家人都住在英國在香港只有祖父母，他完全不懂說廣東話，而他的祖父母則不懂說英語，他在祖父教導下學用使用筷子，平日謝家強有球會提供的宿舍不住，寧願與祖父母同住屯門，而其哥哥為謝志強，曾於2013年加盟南華，同年謝家強在隊友的鼓勵下學習廣東話望藉此拉近隊友間的關係，其右臂有個大樹紋身寓意，一家人雖各走不同方向但始終連為一體，除家庭外，他在2014年夏天回英國時邂逅現任女朋友Chelsey，但因他要回港為南華比賽，同年尾Chelsey懷有謝家強骨肉，終在2015年9月誕下兒子Albie，到2016年10月兩母子正式來港定居正式一家團聚，而女朋友亦會暫停工作一段時間。

## 榮譽
傑志
- 香港超級聯賽冠軍（2020–21季度）

南華
- 香港甲組足球聯賽冠軍（2012–13季度）
- 香港高級組銀牌冠軍（2013–14季度）
- 香港社區盃冠軍（2014、2015年）

個人
- 曼城足球學院 11月最佳球員（2009–10季度）
- 香港超級聯賽 11月最有價值球員（2014–15季度）

香港代表隊
- 省港盃冠軍（2013年）

## 外部連結
- 香港足球總會網頁球員註冊資料（页面存档备份，存于）